# Raymond Vișan
Raymond Vișan (n. 1950, Boulogne-Billancourt, Franța, d. 4 octombrie 2010, New York) a fost un om de afaceri francez, de origine română.
Făcea parte din lumea mondenă a Parisului, fiind cel care a inventat conceptul de restaurante Buddha Bar și a realizat o serie compilații muzicale cu același nume.
Raymond Vișan provine dintr-o familie de origine română care a emigrat în Franța la sfârșitul anilor '40, după instalarea comunismului în România, obținând statutul de refugiați politic.
Ideea de a înființa lanțul de restaurante și baruri a provenit din fascinația sa pentru Orient.
A murit în octombrie 2010, la 60 de ani, în urma unui infarct.